# Нячанг (авіабаза)
Авіабаза Нячанг (1955–1975) — один з найбільших об'єктів Військово-повітряних сил Республіки В'єтнам (VNAF), розташований у місті Нячанг (провінція Кханьхоа) на узбережжі Південно-Китайського моря. У ході В'єтнамської війни з 1959 по 1975 роки використовувалася підрозділами армії, військово-повітряних сил та корпусу морської піхоти військово-морського флоту збройних сил США.
Після закінчення війни у 1975 році авіабаза перебувала під контролем Військово-повітряних сил В'єтнаму, а також забезпечувала громадянські перевезення у Нячанг. У даний час аеропорт закритий для всіх комерційних операцій, які з 2004 року обслуговуються у Міжнародному аеропорту Камрань.
База працювала як навчальний центр льотної підготовки 920 полку ВПС Народної армії В'єтнаму. 12 грудня 2009 прем'єр-міністр В'єтнаму Нгуен Тан Зунг підписав документ про переведення полку ВПС у Камрань і використання земель аеропорту Нячанг у цивільних цілях.

## Початковий період
Авіабаза 194 (Base Aeriene 194) була побудована французькими колоністами у 1949 році як авіаційний навчальний центр підготовки в'єтнамських військових льотчиків. На початковому етапі інструкторську роботу виконували французькі фахівці, а навчальні групи комплектувалися в'єтнамськими пілотами, що раніше пройшли підготовку в льотних школах Франції, Алжиру та Марокко. Перша група з 15 льотчиків була випущена в березні 1952 року. Навчені в'єтнамські пілоти згодом замінили на інструкторських посадах своїх французьких колег.
У липні 1951 року сформовано дві ескадрильї ВПС Південного В'єтнаму з розміщенням на авіабазах у Таншонняті і Нячанзі, повітряний парк яких становили оснащені підкриловими бомботримачами літаки Morane-Saulnier 500 (випущені ще в період нацистського режиму Віші), а також винищувачі Люфтваффе Юнкерс Ю-52 і американські Дуглас C-47 «Скайтрейн». Через деякий час було сформовано третю ескадрилью, у завдання якої входило ведення розвідки та збору оперативних даних для подальшого здійснення бомбових ударів. Штаб загального командування ескадрильями розміщувався у Сайгоні.
15 грудня 1952 BA-194 була реорганізована у навчально-тренувальний центр ВПС Республіки В'єтнам. Авіабаза мала розташування, яке добре підходило для підготовки та перепідготовки військових льотчиків. Навколишня місцевість включала в себе плоску рівнину, гори на заході і прибережну смугу на сході і, отже, майже ідеально підходила для виконання навчально-тренувальних польотів у різних умовах і різносторонню тактичну підготовку військових пілотів.

## ВВС Південного В'єтнаму
1 липня 1955 року були утворені Військово-повітряні сили Південного В'єтнаму, у розпорядження яких перейшли чотири військові авіабази у Нячанзі, Б'єнхоа, Турані і Таншонняті. У Нячанзі на той час поряд з навчально-тренувальним центром ВПС базувалися регулярні частини тактичної ескадрильї і 2-ї Групи артилерійської ескадрильї (GAO), що літала на переобладнаних під бомбардувальники літаках Morane-Saulnier 500.
7 липня 1955 навчальний центр у Нячанзі був перейменований у «тактичну базу 1», а у вересні 1957 року два підрозділи центру (базування та навчально-тренувальний) були об'єднані в одну військову структуру, що отримала назву «Навчально-тренувальна база Нячанг».
У 1961 році було сформовано другу винищувальну авіаескадрилію, що використала навчальні винищувачі-бомбардувальники North American T-28 Trojan. Надалі вся діяльність навчально-тренувальних підрозділів Військово-повітряних сил Південного В'єтнаму все більше стала потрапляти в пряму залежність від програми військової допомоги Сполучених Штатів, внаслідок чого у січні 1962 року навчальний центр підготовки в'єтнамських льотчиків було перенесено з авіабази Нячанга у США, а на самій авіабазі залишилися тільки навчальні групи з підготовки армійських військовослужбовців та технічного персоналу.
У тому ж році командування збройними силами Сполучених Штатів направило у зону бойових дій підрозділ військових льотчиків з літаками de Havilland Canada U-6A і спецгрупи зі складу 1-ї та 2-ї транспортних ескадрилей (Douglas C-47 Skytrain), які до липня 1962 року здійснювали нічні вильоти з авіабази Нячанг, закидання диверсантів на територію Північного В'єтнаму. Керівництво операціями здійснював майор Нгуєн Као Ки, що згодом став командувачем ВПС Південного В'єтнаму і пізніше — прем'єр-міністром країни.

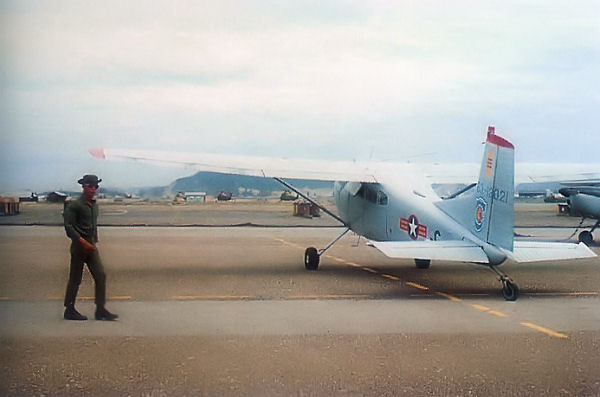
Cessna U-17 «Skywagon» ВПС Південного В'єтнаму і пілот-інструктор. Навчально-тренувальна база Нячанг

У вересні 1962 року командування ВПС США направило в Нячанг групу військових фахівців для підготовки власних інструкторів ВПС Південного В'єтнаму до польотів на літаках Cessna U-17 «Skywagon» та їх технічного обслуговування. Курс навчання в'єтнамських військових було завершено у липні 1963 року. Підготовлені інструктори приступили до тренування пілотів південнов'єтнамських ВПС, замінивши північноамериканських колег.
У жовтні 1965 року навчально-тренувальний центр Нячанга було знову розділено на два підрозділи — той, що забезпечує бойові дії і, власне, бойовий. Перший підрозділ фактично було переведено на авіабазу в Плейку ще у січні 1965 року, увійшовши потім до складу 62-го крила ВПС Південного В'єтнаму.
У наступні роки діяльність Навчально-тренувальнії авіабази Нячанг повністю перейшла під контроль Військово-повітряних сил США. Навчальний центр було перенесено у Мідук за 35 кілометрів на північ-північний захід від Нячанга, де для продовження навчально-тренувальних польотів льотчиків ВПС Південного В'єтнаму було побудовано окрему злітно-посадкову смугу довжиною 1006 метрів.

### Розміщення військових підрозділів у червні 1974 року
На авіабазі Нячанг розміщувався штаб 2-ї авіадивізії Військово-повітряних сил В'єтнаму та навчально-тренувальний центр підготовки військових пілотів південнов'єтнамських ВПС.
62-е тактичне крило
- 114-та ескадрилья зв'язку (Cessna O-1A, U-17)
- 215-та/219-та вертолітна ескадрилья (Bell UH-1D)
- 259-та вертолітна ескадрилья (Bell UH-1H, санітарні бригади)
- 817-та штурмова ескадрилья (AC-47D)
- 524-та/548-ма винищувальна ескадрилья (A-37B)

Навчально-тренувальний центр
- 918-та навчально-тренувальна ескадрилья (T-41)

### Інші підрозділи ВПС Південного В'єтнаму
'12-е тактичне крило (1963) '
- 516-та винищувальна ескадрилья (T-28)
- 114-та ескадрилья ближньої розвідки (O-1, U-17)

62-е тактичне крило (1965)
- 524-та винищувальна ескадрилья (A-1, A-37)
- 215-та вертолітна ескадрилья (UH-1)

## Підрозділи ВПС США

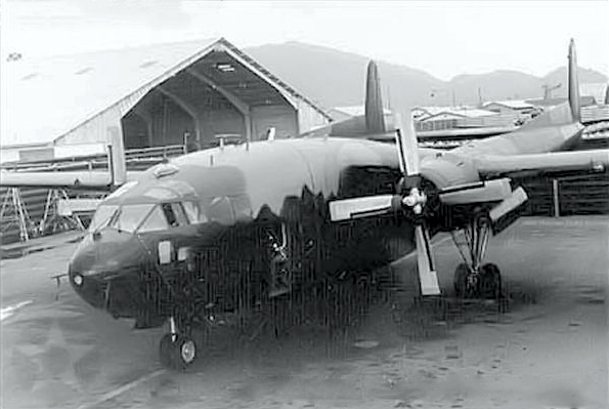
Винищувач Fairchild AC-119 «Shadow» (серійний номер 53-3178) 17-ї авіаескадрильї спеціального призначення. У 1971 році продано Військово-повітряним силам Південного В'єтнаму

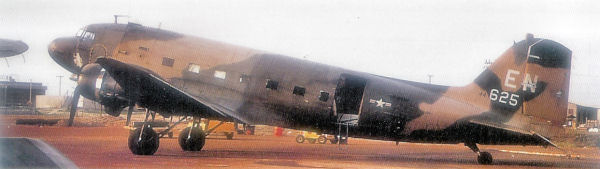
Винищувач Douglas AC-47B-30-DK «Spooky» (серійний номер 44-76625) 4-ї авіаескадрилії спеціального призначення. Березень 1969

Базувалися на авіабазі Нячанг підрозділу Військово-повітряних сил США перебували під командуванням Тихоокеанських ВПС США (Сьома група).

### 14-е авіаційне командування (авіакрило спеціального призначення)
«14-е авіакрило» з розміщенням на авіабазі Нячанг було сформовано 8 березня 1966 року.
1 серпня 1968 військовий підрозділ змінив назву і аж до його розформування 30 вересня 1971 був відомий, як «14-е крило спеціального призначення».
Перелік ескадрилей ВПС США на авіабазі Нячанг:
- 1-ша ескадрилья спеціального призначення, 8 березня 1966 — 20 грудня 1967. (A-1E, код маркування літаків: EC)
- 4-та ескадрилья спеціального значення, 8 березня 1966 — 14 жовтня 1969. (AC-47D, код маркування літаків: EN)

з авіабази Фанранг.
- 5-та ескадрилья спеціального призначення 8 березня 1966 — 15 жовтня 1969. (C-47D, SC-47D, U10A/B, код маркування літаків: EO)
- 6-та ескадрилья спеціального призначення 8 березня 1966 — липень 1968

Протягом липня 1968 року переведена на авіабазу Плейку і реорганізована
- 20-та ескадрилья спеціального призначення 8 березня 1966 — 14 жовтня 1969. (CH-3, UH-1)

14 жовтня 1969 переведена на авіабазу Тханьхоа для підтримки наступальних операцій
- 602-га ескадрилья спеціального призначення, 8 березня 1966 — 8 квітня 1967

604-та ескадрилья спеціального призначення (15 листопада 1967 — 14 жовтня 1969) замінена 602-ю ескадрильєю спеціального призначення і розквартирована на авіабазі Фанранг
- 9-та ескадрилья спеціального призначення, 25 січня 1967 — 14 жовтня 1969. (O-2B, C-47D, код маркування літаків: ER)
- 14-та ескадрилья спеціального призначення, 25 жовтня 1967 — 1 травня 1968. (AC-47D)

її змінила 3-тя ескадрилья спеціального призначення, 1 травня 1968 — 15 вересня 1969. (AC-47D, код маркування літаків: EL)
- 6-та ескадрилья спеціального призначення, 29 лютого 1968 — 15 липня 1968. (A-1E/H, код маркування літаків: ET)
- 3-тя ескадрилья спеціального призначення, 1 травня 1968 — 15 вересня 1969. (AC-47D, код маркування літаків: EL)
- 71-ша ескадрилья спеціального призначення, 20 грудня 1968 — 10 червня 1969. (AC-119)

Входила до складу Національної повітряної гвардії США у Індіані. У Південному В'єтнамі в завдання ескадрильї входило забезпечення наземних наступальних операцій, радіоспостереження та інші спецоперації. Згодом передислокована на авіабазу Бакалар у Колумбусі (штат Індіана, США).
- 15-та ескадрилья спеціального призначення, 15 березня 1968 — 14 жовтня 1969. (C-130E (I))
- 17-та ескадрилья спеціального призначення, 1 червня 1969 — 14 жовтня 1969. (AC-119)
- 18-та ескадрилья спеціального призначення, 1 жовтня 1969 — 14 жовтня 1969. (AC-119)

14 жовтня 1969 15, 17 і 18-та ескадрильї були передислоковані на авіабазу Фанранг для підтримки наступальних дій і забезпечення рятувальних операцій.

### Емблеми підрозділів ВПС США, що базувалися в Нячанге

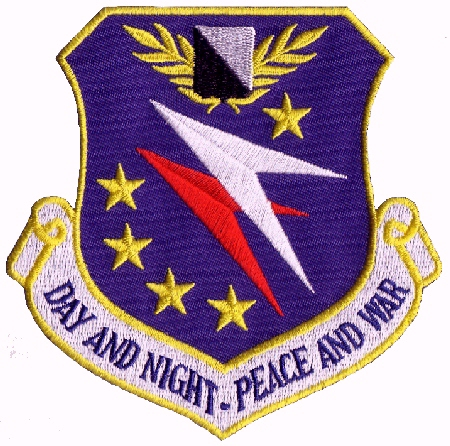
Емблема 14-го авіакрила спеціального призначення 1966-1971
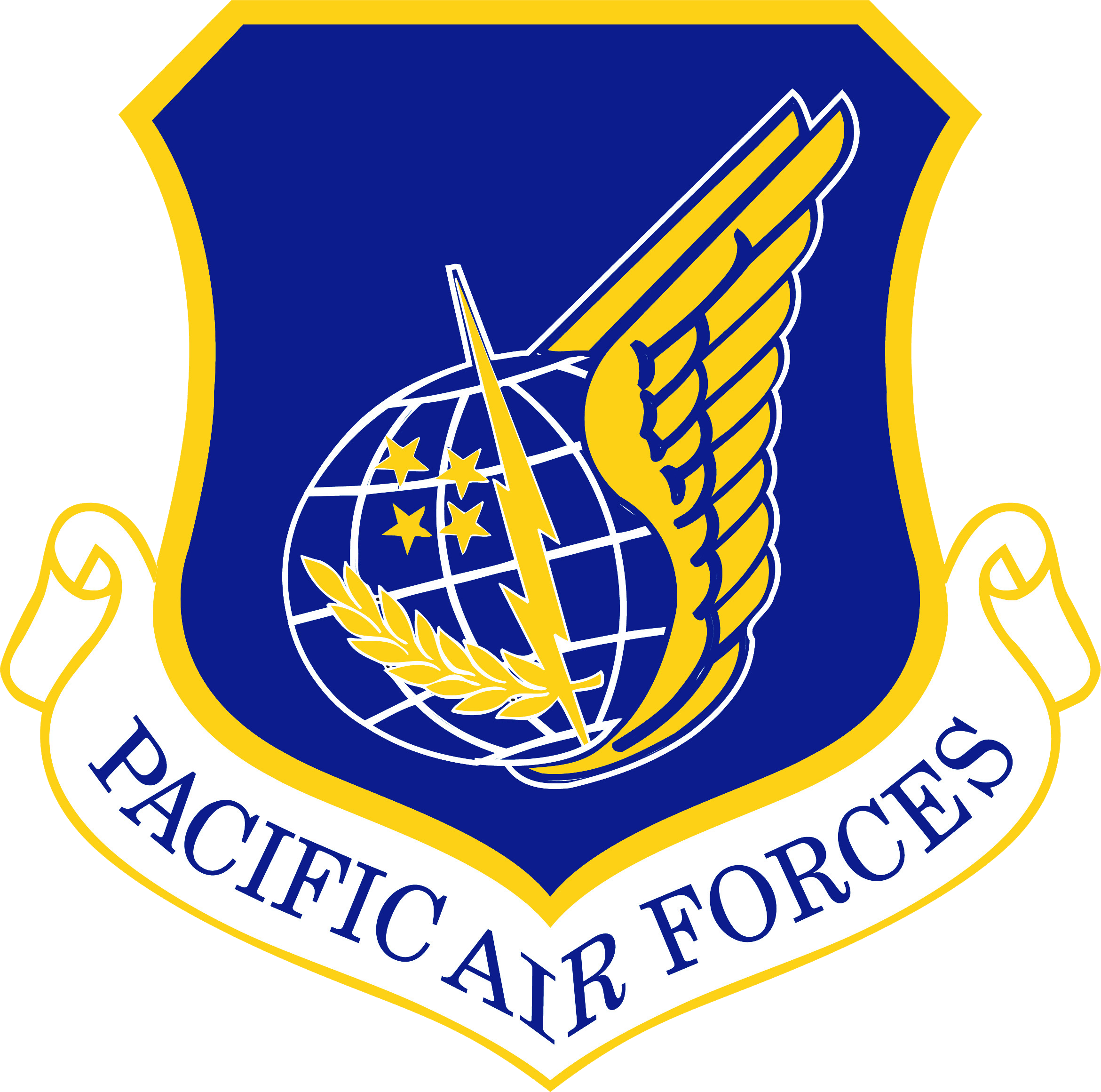
Тихоокеанські ВПС 1966-1971
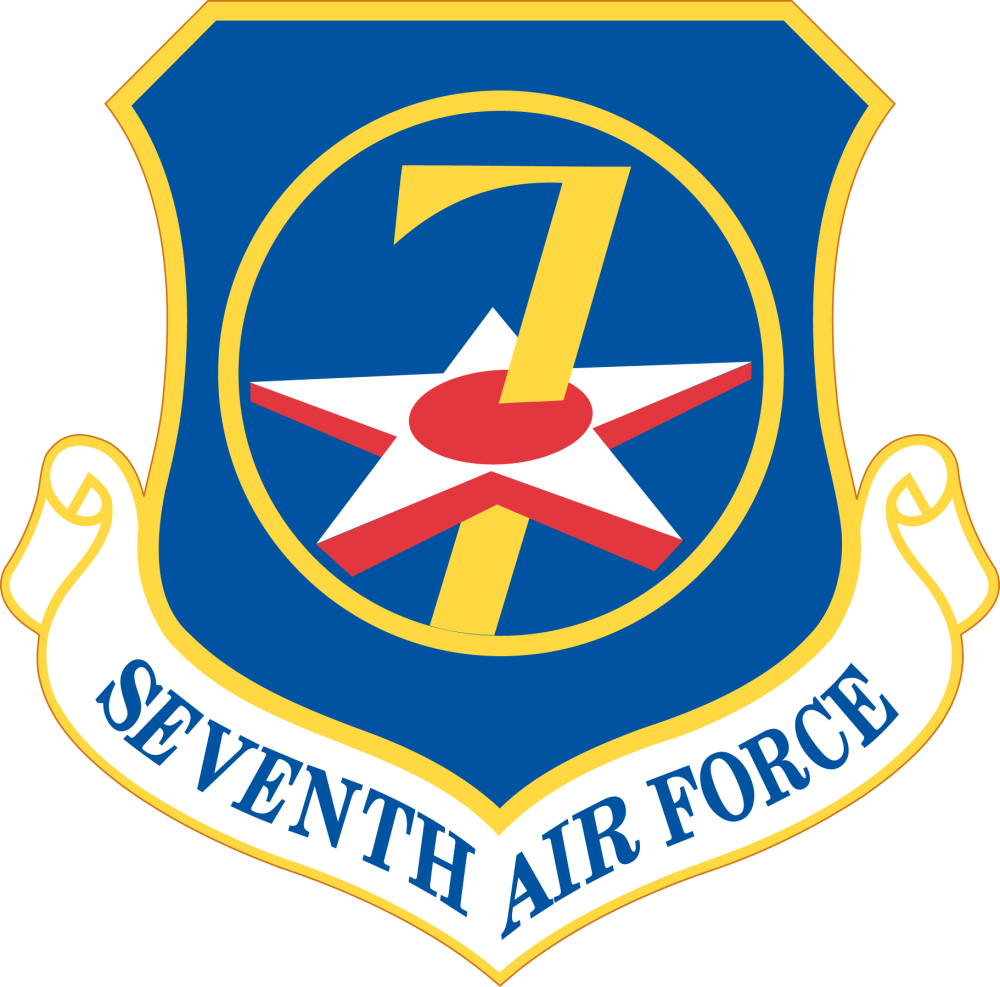
Тихоокеансткі ВПС (Сьома група) 1966-1971

## Сучасний стан

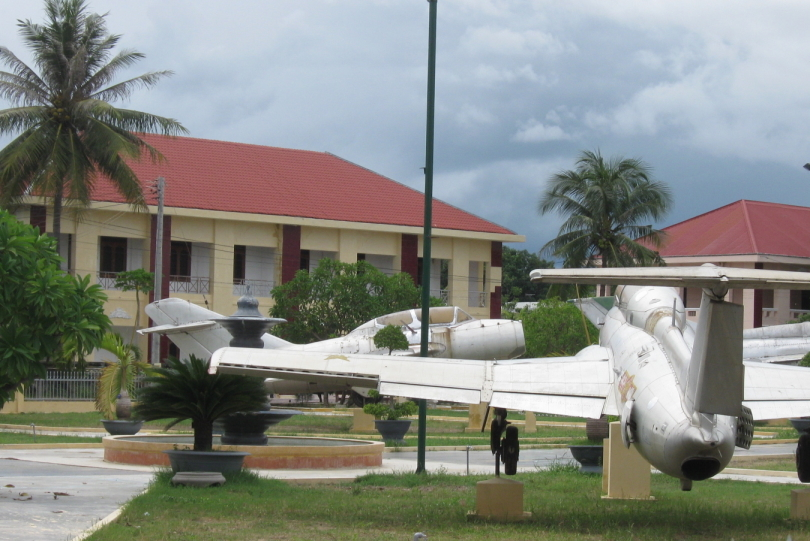
Вид на базу з вулиці. У дворі стоять музейні експонати часів війни. Фото 2009 р.

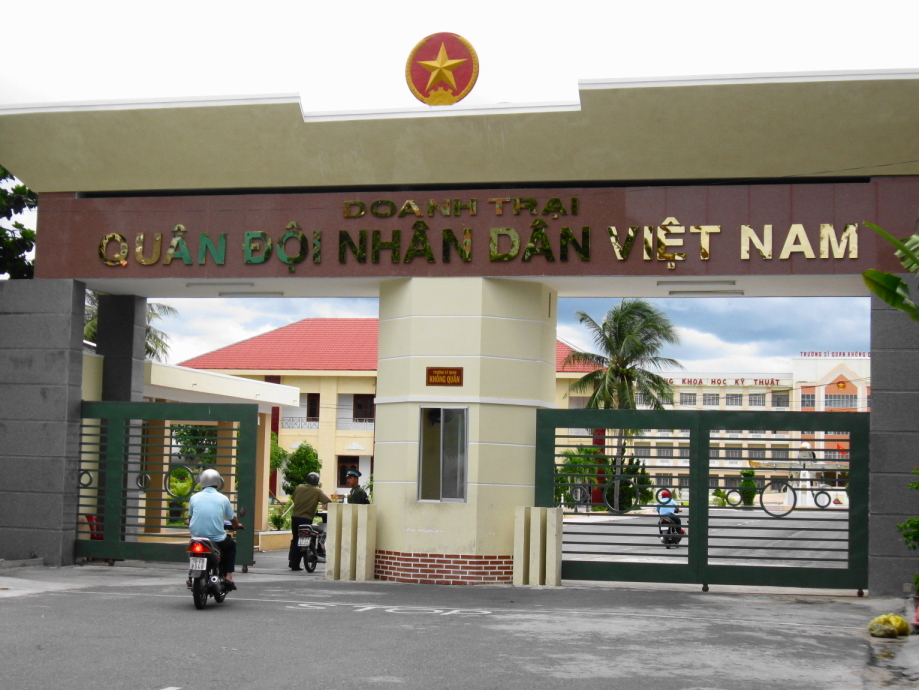
Парадні ворота бази поряд з туристичним центром Нячанга. Напис: «Казарми народної армії В'єтнаму». Фото 2009 р.

У даний час територію бази займає Народна армія В'єтнаму. Всі цивільні і військові рейси 19 травня 2004 були переведені у аеропорт Камрань. Сьогодні база працює як навчальний центр льотної підготовки 920 полку ВПС В'єтнаму.
З часу заснування бази Нячанг сильно виріс, перетворившись у великий туристичний центр країни, і вона практично стала перебувати у його центрі. 12 грудня 2009 прем'єр-міністр В'єтнаму Нгуєн Тан Зунг підписав документ про переведення 920 полку ВПС у Камрань і використання земель аеропорту Нячанг у цивільних цілях.